# Saljut-6 (kulle)
Saljut-6 är en kulle i Antarktis. Den ligger i Östantarktis. Argentina och Storbritannien gör anspråk på området. Toppen på Saljut-6 är 513 meter över havet.
Terrängen runt Saljut-6 är kuperad åt sydost, men åt nordväst är den platt. Trakten är obefolkad. Det finns inga samhällen i närheten.